# Hully gully
Hully gully – taniec podobny do wolnej odmiany twista w metrum parzystym. Był modny na przełomie lat sześćdziesiątych XX wieku, nietańczony parami.